# Daniel Sousa
Daniel Sousa (Cabo Verde, 1974) é um animador e realizador de cinema português, radicado nos Estados Unidos. Em 2014, foi nomeado para o Óscar de melhor curta-metragem de animação ao lado de Dan Golden, pela animação Feral.

## Biografia
Nascido em Cabo Verde durante o período colonial, Daniel Sousa cresceu em Portugal, e em 1986 partiu para os Estados Unidos, onde estudou e graduou-se em animação e pintura na Escola de Desenho da Ilha de Rodes, na qual atualmente é professor. Foi professor da Universidade Harvard e do Instituto de Arte de Boston, na Universidade de Lesley.

## Filmografia
| Ano  | Filme        | Referências |
| ---- | ------------ | ----------- |
| 2000 | Minotaur     | [ 5 ]       |
| 2006 | Fable        | [ 5 ]       |
| 2007 | The Windmill | [ 5 ]       |
| 2009 | Drift        | [ 5 ]       |
| 2012 | Feral        | [ 5 ]       |

## Prémios e nomeações
| Ano  | Prémio                                                             | Categoria                                                                              | Obra     | Resultado | Referências   |
| ---- | ------------------------------------------------------------------ | -------------------------------------------------------------------------------------- | -------- | --------- | ------------- |
| 2000 | Festival de Cinema de Atlanta                                      | Menção honrosa ao melhor filme de estudante                                            | Minotaur | Venceu    | [ 6 ]         |
| 2000 | Festival Internacional de Cinema de Humboldt                       | Melhor animação                                                                        | Minotaur | Venceu    | [ 7 ]         |
| 2006 | Festival de cinema de animação de Annecy                           | Cristal de Annecy de melhor curta-metragem                                             | Fable    | Indicado  | [ 8 ]         |
| 2012 | Cinanima                                                           | Prémio RTP2 – Onda Curta                                                               | Feral    | Venceu    | [ 9 ]         |
| 2012 | Festival de Cinema das Noites Negras de Taline                     | Prémio Sonhos Animados                                                                 | Feral    | Venceu    | [ 10 ]        |
| 2013 | Anima Mundi                                                        | Melhor filme                                                                           | Feral    | Venceu    | [ 11 ]        |
| 2013 | Festival de Cinema de Woodstock                                    | Melhor animação                                                                        | Feral    | Venceu    | [ 12 ]        |
| 2013 | Festival de Cinema de Oak Cliff                                    | Prémio Especial do Júri de melhor curta-metragem de animação                           | Feral    | Venceu    | [ 13 ]        |
| 2013 | Festival de Cinema de Black Maria                                  | Prémio de Citação do Júri                                                              | Feral    | Venceu    | [ 14 ]        |
| 2013 | Festival Internacional de Curtas-Metragens de 24fps                | Citação Especial do Júri                                                               | Feral    | Venceu    | [ 15 ]        |
| 2013 | Multivision: Festival Internacional de Animação de São Petersburgo | Grande Prémio – Filme mais sereno                                                      | Feral    | Venceu    | [ 16 ]        |
| 2013 | Festival de cinema de animação de Annecy                           | Prémio Júri Jovem de melhor curta-metragem                                             | Feral    | Venceu    | [ 17 ] [ 18 ] |
| 2013 | Festival de cinema de animação de Annecy                           | Prémio da Federação Internacional de Críticos de Cinema – Menção especial              | Feral    | Venceu    | [ 17 ] [ 18 ] |
| 2013 | Festival de cinema de animação de Annecy                           | Prémio Festivals Connexion – Região Ródano-Alpes em parceria com a Lumières Numériques | Feral    | Venceu    | [ 17 ] [ 18 ] |
| 2013 | Festival de cinema de animação de Annecy                           | Cristal de Annecy de melhor curta-metragem                                             | Feral    | Indicado  | [ 17 ] [ 18 ] |
| 2013 | Festival Sundance de Cinema                                        | Grande Prémio do Júri de melhor curta-metragem                                         | Feral    | Indicado  | [ 19 ]        |
| 2013 | Festival de Televisão de Sujuão                                    | Panda de Ouro de melhor curta-metragem estrangeira                                     | Feral    | Indicado  | [ 20 ]        |
| 2014 | 86.º Óscar                                                         | Óscar de melhor curta-metragem de animação                                             | Feral    | Indicado  | [ 1 ]         |
| 2014 | Festival Internacional de Animação de Hiroxima                     | Grande Prémio                                                                          | Feral    | Indicado  | [ 21 ]        |